# Anambulyx
Anambulyx is een geslacht van vlinders uit de onderfamilie Smerinthinae van de familie pijlstaarten (Sphingidae).

## Soorten
- Anambulyx elwesi (Druce, 1882)